# Алексий (Кириархис)
Архиепископ Алексий (в миру Константин Николаевич Кириархис; род. 26 апреля 1974, Ташкент, Узбекская ССР, СССР) — предстоятель немногочисленной греческой православной юрисдикции Священной Архиепископии Крыма (Крымской православной церкви) с титулом «архиепископ Сурожский и Таврический, ипертим и экзарх Северного Понта, Меотии, Сарматии и Южной Скифии».

## Биография
Как утверждает сам Кириархис на собственном интернет-ресурсе, он якобы окончил отделение психологии факультета социально-политических наук Ташкентского государственного университета, однако дата окончания не указывается. 
В 2010 году, со слов самого Кириархиса, окончил МГУ, психологический факультет — специальность "клиническая психология".
С 1989 по 1990 год нёс иподиаконское послушание при епископе Ташкентском и Среднеазиатском Льве (Церпицком), с 1991 по 1996 год — при архиепископе Владимире (Икиме).
В 1998 году архиереем Российской истинно-православной церкви епископом Пензенским и Симбирским Тихоном (Киселёвым) рукоположён в сан диакона, а спустя неделю — во пресвитера.
В 1999 году Кириархис перешёл в Русскую православную церковь заграницей (РПЦЗ) (Берлинско-Германская епархия). Обучался в «Коллегиум ориентале» при факультете католической теологии Ингольштадтского университета.
После раскола в РПЦЗ в 2001 году не входил ни в одну церковную юрисдикцию.
В 2004 году присоединился к «Истинно-православной церкви Московской митрополии». В том же году митрополитом Московским и Коломенским Вячеславом (Лисовым) пострижен в  рясофор с именем Алексий и возведён в сан архимандрита.
По утверждению самого Кириархиса, он закончил в 2005-2010 годах МГУ им. Ломоносова по специальности психолога. Однако его диплом преподавателя клинической психологии, якобы выданный МГУ то ли 16 июня, то ли 30 июня 2010 года, некоторые блогеры считают поддельным.
Начиная с 2012 года, занимается психологической практикой.
Также, начиная с 2013 года, проводит обучение православному экзорцизму в центрах, занимающихся эзотерикой. Первый подобного рода семинар, проведённый Кириархисом в январе 2013 года в офисе "Русского эзотерического клуба" в Москве, включал в себя такие редкие оккультные практики, как "использование и применение в духовно-целительской практике свечей, освящёного масла (елея), мирра, четверговой соли, а также благословлённых осиновых крестов и чёток". Кроме Москвы, Кириархис проводил занятия и "посвящения в целители" в некоторых регионах России, в частности - в Челябинске. Также 15-22 августа 2015 года Кириархис проводил семинар по эзотерике в оккупированном Симферополе и других местностях Крыма, в программу которого входили "релаксация и практики, направленные на восстановление энергополя человека", "практика распределение энергетических потоков", "духовные медитации и релаксационные практики", практики работы с стихиальными энергиями", "практика соединения с землей", "теория и практика изготовление талисманов (амулетов)", и другие оккультные занятия.

### Архиерейство
8 сентября 2005 года хиротонисан во епископа Волоколамского.
По причине того, что архиерейская хиротония была совершена митрополитом Вячеславом (Лисовым) единолично, в 2011 году предстоятель «Готской поместной Церкви Иисуса Христа» Давид-Дамиан (Акимов) и архиепископ Одесский АПЦ Ермоген (Волин-Данилов) с согласия и благословения митрополита Киевского и всея Украины АПЦ Виктора (Веряскина) восполнили хиротонию епископа Алексия.
19 января 2012 года присоединился к «Готской поместной церкви Иисуса Христа», в которой получил титул епископа Сугдейского (Сурожского) и Кафского. В апреле 2012 года вошёл в евхаристическое общение с Объединением общин апостольской традиции. 1 июня 2013 года возведён в сан митрополита с титулом Херсонесский и Сурожский.
21 сентября 2013 года вышел из состава «Готской поместной церкви» вместе со своей «епархией» и объявил её «автономной митрополией» — преемницей древней Готской митрополии Константинопольской православной церкви.
В начале 2015 года «митрополия» была преобразована в «Крымскую архиепископию», митрополит Алексий был избран её главой с титулом архиепископ Сурожский и Таврический, ипертим и экзарх Северного Понта, Меотии, Сарматии и Южной Скифии. Секретарем Алексия стал архимандрит Иосафат (Вишневецкий).
С мая 2015 года, после того как епископы Крымской архиепископии по совместительству вошли в состав Священного синода Православной российской церкви (ПРЦ), возглавляемой митрополитом Ставропольским и Южно-Российским Кириаком (Темерциди), архиепископ Алексий стал заместителем председателя данного «Синода».
4 мая 2015 года Председатель Синода Православной Российской Церкви митрополит Ставропольский и Южно-Российский Кириак, а также Предстоятель Крымской Православной Церкви архиепископ Сурожский и Таврический, ипертим и экзарх Северного Понта, Меотии, Сарматии и Южной Скифии Алексий, и митрополит Тверской и Бежецкий Агапит, клирик Православной Российской Церкви, по просьбе предстоятеля, клира и верных Крымской Церкви, совершили хиротонию настоятеля монастыря Христа Спасителя на горе Шулдан архимандрита Михаила (Тюнина) во епископа Херсонесского.
7 сентября 2016 года, после кончины митрополита Кириака (Темерциди) избран и. о. председателя «Синода» ПРЦ. На следующий день архиепископ Алексий возглавил соборную панихиду по митрополиту Кириаку. 17 сентября утверждён в должности «председателя Синода ПРЦ».
В 2018 году принял участие в соборе СПАЦ и хиротонии епископа Сочинского и Южно-Российского Антония Поповича.
В мае 2023 года проводил переговоры о присоединении к юрисдикции митрополита Апостольской православной церкви Виталия (Кужеватова), которые впоследствии прекратил по собственной инициативе.
В 2019 году принял участие в хиротонии древлеправославного епископа Керженского Сергия (Камышникова).
Считает «Крымскую кафедру» наследницей исторической Готской кафедры Вселенского патриархата и поминает своим предстоятелем патриарха Константинопольского.
Несмотря на "крымскую" титулатуру Кириархиса, его местом жительства является находящаяся в составе Красногорского городского округа деревня Бузланово, мкр. Западный остров.